# Jean Boulègue
Jean Boulègue, né le 19 octobre 1936 à Brive-la-Gaillarde et mort le 14 mars 2011 à Brunoy, est un historien français, spécialiste de l'histoire de l'Afrique, notamment de l'histoire médiévale et moderne des grands empires africains de l'Ouest. Professeur à l'Université Paris-1 Panthéon-Sorbonne, il est l'auteur de nombreux articles scientifiques et dirigea une soixantaine de thèses. Comme en témoigne son dernier ouvrage, Le blasphème en procès, il milita également en faveur de la laïcité républicaine et de la liberté d’expression.

## Biographie
D'abord enseignant au Sénégal et au Tchad, il est nommé maître de conférence à l'Université Paris-1 Panthéon-Sorbonne, puis professeur des Universités et enfin professeur émérite en 2005.
Il dirigea le Centre de recherches africaines (CRA) de 1989 à 2001, et sa revue, Les Cahiers du CRA, de 1987 à 1998.

## Publications (sélection)
- Le Grand Jolof (XIIIe – XVIe siècle), Paris, Karthala, Façades, 1987, 207 p.  (ISBN 978-2907233002)
- Les Luso-Africains de Sénégambie, Lisbonne, Instituto de Investigaçao cientifica tropical & U. de Paris I CRA, 1989, 117 p.
- Le blasphème en procès 1984-2009. L'Église et la Mosquée contre les libertés, Paris, Nova éditions, 2010, 222 p. (ISBN 978-2-36015-003-8)
- Les royaumes wolof dans l'espace sénégambien (XIIIe au XVIIIe siècle), Paris, Karthala, 2013, 503 p. (publication posthume)